# Crytea cedrorum
Crytea cedrorum là một loài tò vò trong họ Ichneumonidae.